# Убонтон
Убонтон (фр. Aubenton) је насељено место у Француској у региону Пикардија, у департману Ен (Пикардија).
По подацима из 2011. године у општини је живело 695 становника, а густина насељености је износила 29,32 становника/km².

## Демографија
| 1962. | 1968. | 1975. | 1982. | 1990. | 2011. |
| ----- | ----- | ----- | ----- | ----- | ----- |
| 1.102 | 1.078 | 1.002 | 969   | 826   | 695   |